# Аль-Хамави, Амин
Амин Рафат Али аль-Хамави (араб. أمين الحموي‎, швед. Amin Raafat Ali Al Hamawi; род. 17 декабря 2003, Ирак) — иракский и шведский футболист, нападающий клуба «Хельсингборг» и сборной Ирака.

## Клубная карьера
Является воспитанником «Хельсингборга». Выступал за юношеские команды клуба. В его составе в 2021 году забил 24 мяча в 23 матчах в юношеском Алльсвенскане, став вторым в списке бомбардиров турнира. В марте 2022 года подписал с клубом первый контракт, рассчитанный на два года. В это же время на правах аренды до конца сезона перешёл в «Торн», выступающий в первом дивизионе, но по условиям соглашения мог играть за обе команды. 30 апреля провёл первую игру за клуб против «Линдоме». Аль-Хамави вышел в стартовом составе и на 52-й минуте встречи забил гол, реализовав пенальти. 27 июня 2022 года дебютировал за основной состав «Хельсингборга» в чемпионате Швеции во встрече с «Мальмё», заменив в середине второго тайма Денниса Ульссона.

## Карьера в сборной
В мае 2022 года был вызван в молодёжную сборную Ирака для участия чемпионате Азии в Узбекистане. Дебютировал за сборную 24 мая 2022 перед турниром года в товарищеской игре с Ираном, выйдя на поле после перерыва. На самом континентальном первенстве Ирак дошёл до четвертьфинала, где уступил хозяевам. Аль-Хамави участия в матчах не принимал.

## Клубная статистика
| Выступление      | Выступление      | Выступление      | Лига | Лига | Кубки | Кубки | Конт. кубки | Конт. кубки | Итого | Итого |
| Клуб             | Лига             | Сезон            | Игры | Голы | Игры  | Голы  | Игры        | Голы        | Игры  | Голы  |
| ---------------- | ---------------- | ---------------- | ---- | ---- | ----- | ----- | ----------- | ----------- | ----- | ----- |
| Хельсингборг     | Алльсвенскан     | 2022             | 1    | 0    | 0     | 0     | 0           | 0           | 1     | 0     |
| Хельсингборг     | Итого            | Итого            | 1    | 0    | 0     | 0     | 0           | 0           | 1     | 0     |
| → Торн           | Дивизион 1       | 2022             | 4    | 3    | 0     | 0     | 0           | 0           | 4     | 3     |
| → Торн           | Итого            | Итого            | 4    | 3    | 0     | 0     | 0           | 0           | 4     | 3     |
| Всего за карьеру | Всего за карьеру | Всего за карьеру | 5    | 3    | 0     | 0     | 0           | 0           | 5     | 3     |